# Pezizomycetes
Classe
Les Pezizomycetes sont une classe de champignons filamenteux (formés d'hyphes). Ils sont une des classes du sous-embranchement des Pezizomycotina (embranchement des Ascomycota).  Anciennement appelés discomycètes
Appartiennent à cette classe certains des gros champignons des bois : pezize, gyromitre, morille, helvelle, truffe, etc.

## Liste des ordres
Cette classe n'est constituée que du seul:
- ordre Pezizales C. Bessey, 1907